# Ivan Ikić (nogometaš)
Ivan Ikić (Đakovo, 13. rujna 1999.) hrvatski je nogometaš koji igra na poziciji napadača. Trenutačno igra za Široki Brijeg.